# بخش جکسون (شهرستان فرانکلین، اوهایو)
بخش جکسون (به انگلیسی: Jackson Township) یک منطقهٔ مسکونی در ایالات متحده آمریکا است که در شهرستان فرانکلین، اوهایو واقع شده‌است.
 بخش جکسون  ۴۰٬۶۰۸ نفر جمعیت دارد و ۲۵۰ متر بالاتر از سطح دریا واقع شده‌است.